# エンテムドア (潜水艦)
エンテムドア (USS Entemedor, SS-340) は、アメリカ海軍の潜水艦。バラオ級潜水艦の一隻。艦名はバハ・カリフォルニア半島からパナマにかけて生息するシビレエイ目の一種、エンテムドア (Giant electric ray、学名Narcine entemedor) に因んで命名された。

## 艦歴
当初はニベ科ナガニベ属の通称に因みチックウィックの艦名で建造予定であったが、1942年9月24日にエンテムドアと改名される。エンテムドアは1944年2月3日にコネチカット州グロトンのエレクトリック・ボート社で起工した。1944年12月17日にE・V・イザック夫人によって命名、進水し、1945年4月6日に艦長ウィリアム・R・スミス・ジュニア少佐（アナポリス1937年組）の指揮下就役する。就役後エンテムドアはニューロンドンを出航し、1945年6月29日に真珠湾に到着。その後、ミッドウェー島に回航され同地で哨戒に向けての訓練を行った。

### 哨戒
7月24日、エンテムドアは最初の、そして唯一の哨戒で日本近海に向かった。南鳥島に対する航空部隊の救助任務を行った後、日本近海を哨戒した。しかし、8月15日の終戦に伴ってエンテムドアはサイパン島への帰還を命じられた。8月17日、エンテムドアは30日間の行動を終えてサイパン島タナパグ湾に帰投。その後、サイパン島を出港して8月26日にスービック湾に入港した。

### 戦後
エンテムドアは9月22日にシアトルに帰投し、サンディエゴから西海岸沿いに訓練任務を開始した。1946年から47年にかけてスービック湾を拠点として極東巡航を行い、1948年12月10日にメア・アイランド海軍造船所で予備役となる。1950年10月24日に再就役したエンテムドアはカリフォルニア州沖合で訓練を行う。1951年1月2日にニューロンドンに向けて出航し、その年いっぱいを大西洋での作戦活動で過ごす。1952年1月31日、エンテムドアはエレクトリック・ボート社でGUPPY IIA改修のためドック入りし、2月28日に予備役となる。作業が完了して現役復帰したのは10月17日であった。現役に復帰したエンテムドアは、1953年から1年おきに地中海での第6艦隊の任務に就き、1958年の夏には母港のニューロンドンから士官学校生を乗せて北ヨーロッパへの訓練巡航を行った。1960年2月にはイングランドのポートランドを訪問している。エンテムドアの本国における作戦活動には東海岸沖およびカリブ海での大規模艦隊演習への参加、対潜水艦戦開発任務部隊であるアルファ任務部隊の標的艦任務などが含まれた。1962年はニューロンドンを拠点として作戦活動に従事した。

### トルコ海軍で
エンテムドアは1972年7月31日に退役、同日除籍され、相互防衛援助計画の下1973年8月24日にトルコ海軍に移管された。エンテムドアはプレヴェゼ (TCG Preveze, S 345) と改名され就役した。その名を持つ艦としては2隻目であった。プレヴェゼは1987年にトルコ海軍を退役、除籍された。